# 신광수 (1929년)
신광수(辛光洙, 일본명: 다테야마 도미조우(立山富蔵), 1929년 6월 27일 ~ )는 조선민주주의인민공화국 공작원이자 비전향장기수다.

## 생애
1929년 6월 27일 징용으로 일본에 끌려간 아버지와 남편을 좇아 대한해협을 건넌 어머니 사이에서 태어났다. 시즈오카현 하마나 군 아라이 정 출신이다. 태평양 전쟁 종전 후에 어린 시절을 보낸 신광수는 1948년 2·7 구국투쟁에 참여하기 위해 단신으로 서울땅을 밟았다. 서울 보성중학교에 재학 중이었던 그는 1950년 6·25 당시 의용군에 지원 입대한 뒤 인민군 하사관으로 전쟁에 참여했다. 1954년 종전 후 루마니아 부쿠레슈티 공과대학에 유학하여 기계공학을 전공했다. 졸업과 동시에 기사 자격을 취득했다. 귀국 후 북한과학원 연구원으로 재직했다.
1965년 이후 일본에 파견돼 대외연락부 소속 정보원으로 일본을 거점으로 대남 공작을 했다. 신광수는 일본 체류 당시 일본인 납치사건의 용의자로 지목받고 있었다. 1978년 후쿠이(福井)현에서 일본인 지무라 야스시(地村保志)·후키에(富貴惠) 부부, 1980년 오사카(大阪)에서 하라 다다아키(原勅晁) 씨 등을 납치한 것으로 일본 경찰이 지목한 인물이다. 그는 1977년 납북 일본인의 상징적 인물인 요코타 메구미 납치에도 관련됐을 것이라는 의혹을 받고 있다.
1985년 7월 서울로 들어왔다가 하루 만에 안기부에 체포돼 구속된 뒤 14년 5개월간 복역했다. 사형선고를 받고 형집행 대기 중이던 그는 1988년 12월 구미 유학생 간첩단 사건의 김성만, 양동화씨(98년 8월 출소)가 무기징역으로 감형될 당시 함께 감형됐다. 1999년 12월 31일 광주교도소에서 석방되어 서울 관악구 봉천동 `만남의 집'에서 다른 장기수들과 함께 생활했다.
2000년 6.15 남북공동선언에 따라 9월 2일 비전향 장기수로 조선민주주의인민공화국에 송환되었다.
신광수의 북송을 앞두고 일본 측은 신광수의 진술 청취 등 수사 협조를 한국 측에 요청했다. 신광수는 일본 수사관과의 면담 등을 단호히 거부했다.
이에 일본 정부는 한국 정부에 신광수의 수사 및 재판기록을 보내 달라고 요청했고 한국 정부는 일본과의 우호 관계와 인도적 측면을 고려, 1985년 체포 당시 수사 및 재판기록 사본을 일본 측에 전달했다.
신광수의 북송 후 2002년 일본 경찰청은 일본인 납치 사건과 관련한 여권법 위반 혐의 등으로 국제 형사경찰 기구(ICPO)를 통해 신광수를 국제 수배하기도 했다.
2004년 5월 22일 고이즈미 준이치로(小泉純一郞) 일본 총리와 김정일 북한 국방위원장은 정상회담을 하고 2002년 10월 이후 중단된 국교정상화를 위한 교섭재개에 합의했다. 이에 따라 1970-80년대 북한에 의해 납치됐다가 돌아온 일본인 피해자의 북한 잔류가족 8명 가운데 5명이 일본으로 귀국했다.
2006년 2월 2일엔 신광수가 김정일 국방위원장의 지시로 일본인 납치를 저지른 것으로 드러났다고 일본 NHK가 보도했다. 1985년 한국에서 간첩 혐의로 체포된 신광수가 당시 안기부 조사에서 이같이 진술했다며, 당시 담당 조사관 고주길 씨의 인터뷰를 NHK가 방송했다.
2006년 2월 9일 중국 베이징에서 북한과 일본의 정부간 국교정상화, 일본인 납치범 송환 등의 협의가 진행됐으나 결국 무위로 끝났다. 북한 송일호 북.일 협상대사는 재일본조선인총연합회 기관지 조선신보와 인터뷰를 통해 북일간의 각종 쟁점에 대한 입장을 밝혔다.
김정은 정권하인 2016년 7월, 일본인 납치 용의자 신광수로 보이는 인물이 조선중앙TV가 23일에 방송한 공식 행사 뉴스 영상에 등장했다고 소개했다. 영상은 지난 21일 평양에서 열린 통일운동단체 결성 70주년 기념 중앙보고회를 찍은 것이다. 신 씨가 북한 공식 매체의 영상에 등장한 것은 2008년 9월 이후 약 8년 만이다.
2014년 북한은 북한 특별조사위원회를 통해 신광수 등 일본인 납치 가담자를 조사하겠다는 뜻을 일본 정부에 전했다고 교도통신이 5일 보도했다.
2019년 5월 일본을 방문한 트럼프는 일본인 납북자 가족 만나 "북미 정상회담때 언급하겠다"고 밝히기도 했다. 이에 앞서 북한이 납치했을 가능성이 있는 것으로 일본 경찰이 관리하는 실종자 수는 882명으로 1명 줄었다고 교도통신은 전했다. 북한에 납치됐을 가능성이 있는 것으로 분류됐던 실종 일본인이 일본 국내에서 27년 만에 발견됐기 때문이다.